# Johan Ferner
Pour les articles homonymes, voir Ferner.
Johan Martin Ferner (né Johan Martin Jacobsen le 22 juillet 1927 à Oslo, mort le 24 janvier 2015 au Rikshospitalet, Oslo) est un skipper norvégien. Il participe aux Jeux olympiques d'été de 1952 à l'épreuve du 6 mètres et remporte la médaille d'argent. Le 12 janvier 1961, il se marie avec la princesse Astrid de Norvège, seconde fille du roi Olav V de Norvège. Ils ont cinq enfants.

## Distinctions
- Commandeur de l'ordre de Saint-Olaf

## Palmarès

### Jeux olympiques
- Jeux olympiques de 1952 à Helsinki,  Finlande
  -  Médaille d'argent